# Inoffizielle Ringer-Europameisterschaften 1907
Inoffizielle Ringer-Europameisterschaften gab es 1907 gleich zwei. Im April fand in Kopenhagen ein Turnier statt. Gerungen wurde in drei Gewichtsklassen. Im September wurde auch in Wien eine Europameisterschaft ausgetragen. Anton Schmitz aus Österreich gewann das in einer Gewichtsklasse ausgetragene Turnier.

## Turnier in Kopenhagen (April)

### Ergebnisse
| Klasse | Gold             | Silber                  | Bronze          |
| ------ | ---------------- | ----------------------- | --------------- |
| ?      | Carl Jensen      | Søren Marinus Jensen    | Helgo Nahmensen |
| -85 kg | Gustaf Malmström | Arthur Petersen-Clayton | Axel Hansen     |
| +85 kg | Edvard Sörensen  | Harald Christensen      | Robert Behrens  |

### Medaillenspiegel
| Rang | Land     | Gold | Silber | Bronze |
| ---- | -------- | ---- | ------ | ------ |
| 1    | Dänemark | 2    | 3      | 3      |
| 2    | Schweden | 1    | 0      | 0      |

## Turnier in Wien (September)
| Klasse | Gold          | Silber      | Bronze        |
| ------ | ------------- | ----------- | ------------- |
| ?      | Anton Schmitz | Franz Solar | Ulrich Gemmel |